# 또후 차웃
또후 차웃(버마어: တို့ဟူးခြောက်)은 미얀마의 건두부이다. 콩으로 만든 일반 두부가 아닌, 병아리콩으로 만든 미얀마식 또후(버마두부)를 말려 만든다. 흔히 기름에 튀겨 또후 차웃 쪼로 먹는다.

## 사진

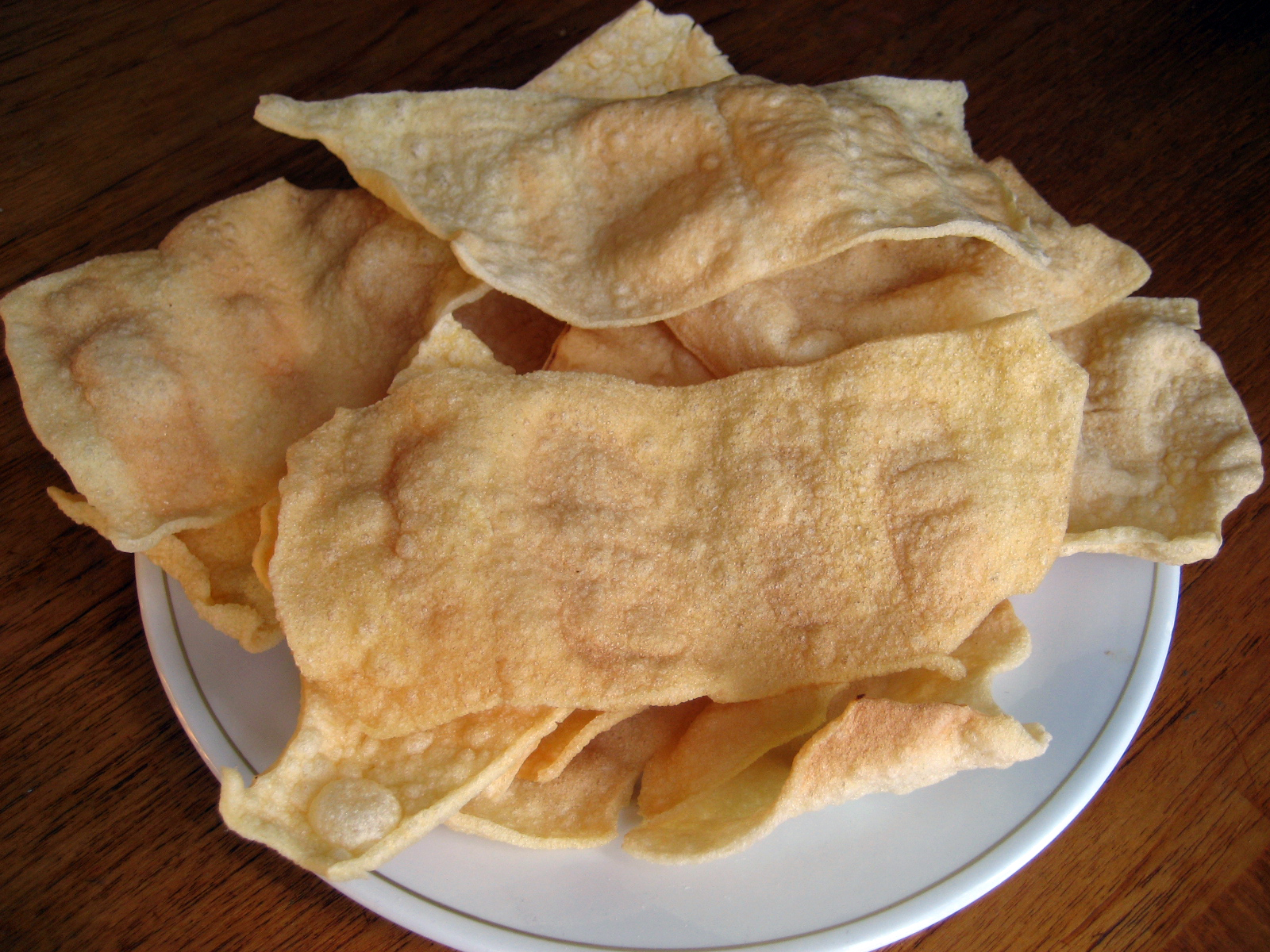
또후 차웃 쪼

## 같이 보기
- 건두부